# Garlstedter Moor und Heidhofer Teiche
Garlstedter Moor und Heidhofer Teiche este o arie protejată (sit de importanță comunitară — SCI) din Germania întinsă pe o suprafață de 307,78 ha, integral pe uscat.

## Localizare
Centrul sitului Garlstedter Moor und Heidhofer Teiche este situat la coordonatele 53°16′18″N 8°39′59″E / 53.2717°N 8.6664°E.

## Înființare
Situl Garlstedter Moor und Heidhofer Teiche a fost declarat sit de importanță comunitară în ianuarie 2005 pentru a proteja 1 specie de animale.

## Biodiversitate
Situată în ecoregiunea atlantică, aria protejată conține 9 habitate naturale: Ape stătătoare oligotrofe până la mezotrofe, cu vegetație de Littorelletea uniflorae și/sau de Isoëto-Nanojuncetea, Lacuri și iazuri distrofice naturale, Pajiști umede nord-atlantice cu Erica tetralix, Pajiști uscate europene, Mlaștini oligotrofe degradate, capabile încă de regenerare naturală, Mlaștini turboase de tranziție și turbării mișcătoare, Depresiuni pe substraturi de turbă de Rhynchosporion, Păduri acidofile de stejar bătrân cu Quercus robur pe câmpii nisipoase, Mlaștini împădurite.
La baza desemnării sitului se află o specie protejată de  mamifere: liliac de iaz (Myotis dasycneme).
Pe lângă speciile protejate, pe teritoriul sitului au mai fost identificate 2 specii de plante.